# Friedrich Graef

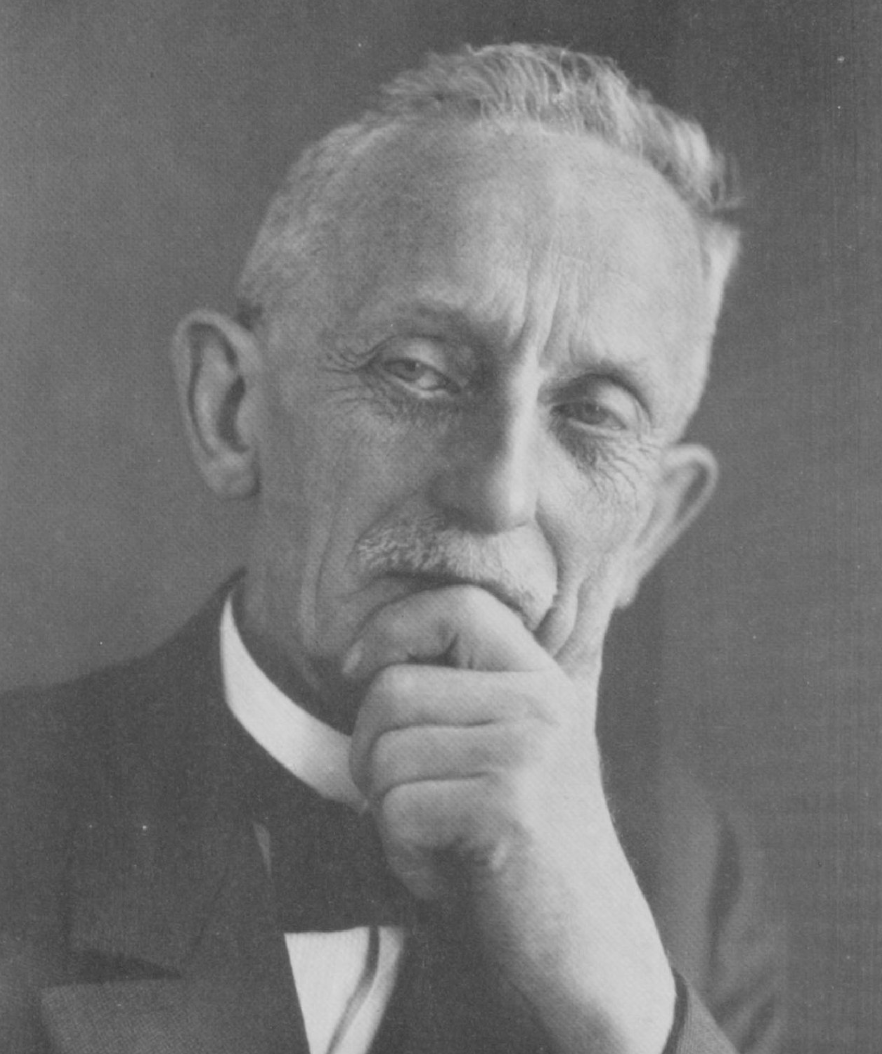
Friedrich „Fritz“ Graef

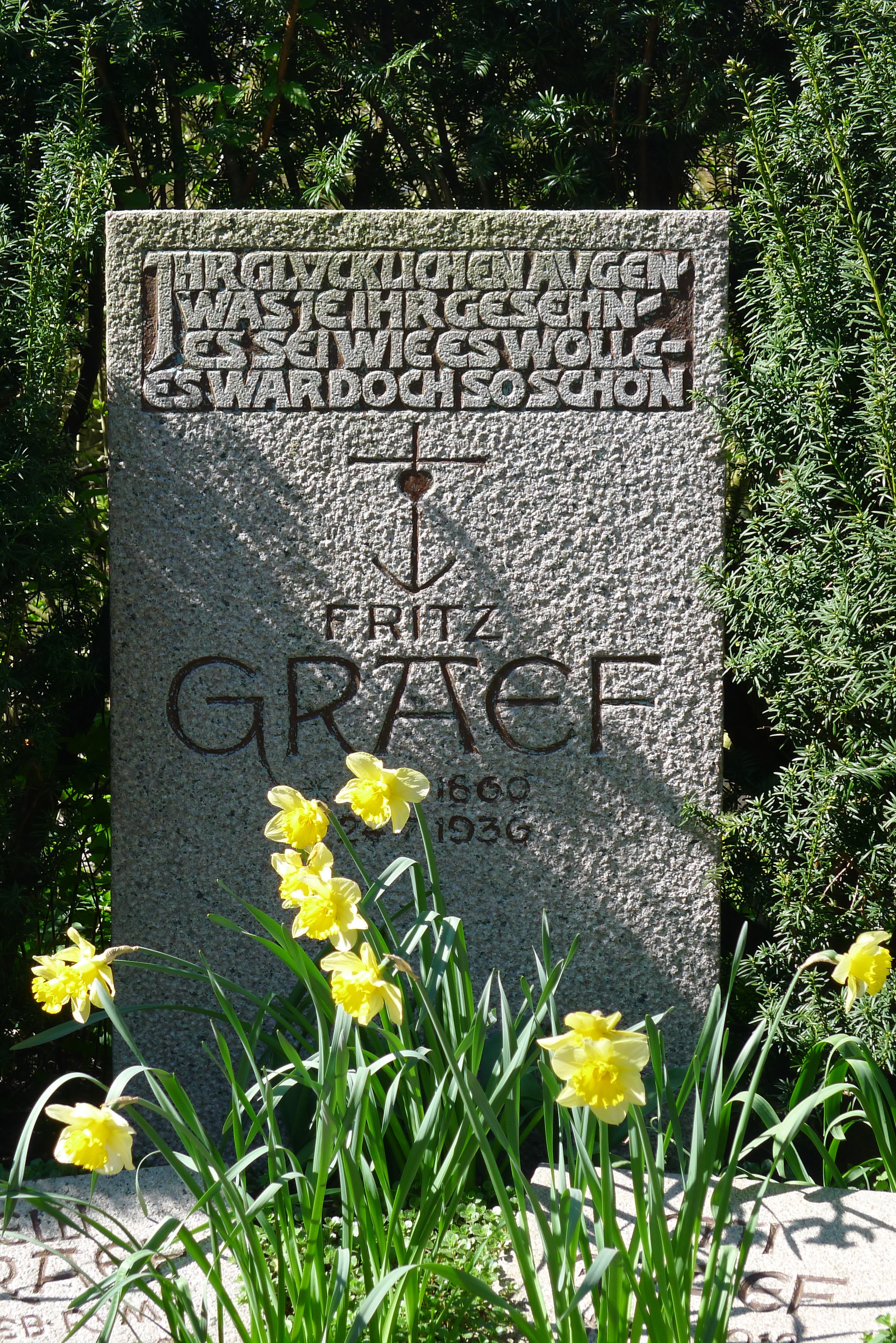
Grabstein für Fritz Graef auf dem Mühlenfriedhof in Flensburg

Friedrich (Fritz) Karl Wilhelm Graef (* 14. Juli 1860 in Schlotheim; † 24. Juli 1936 in Karkeln) war ein deutscher Gymnasiallehrer und Stadtarchivar.

## Ausbildung
Friedrich Graef war ein Sohn des Arztes Karl Ernst Albert Graef (* 2. Mai 1833 in Rudolstadt; † 12. Oktober 1922 in Frankenhausen) und dessen Ehefrau Ottilie Caroline Wilhelmine Seyfahrt (* 6. Oktober 1836 in Hohenbergen; † 25. November 1903 in Frankenhausen). Nach einem Besuch des Gymnasiums Sondershausen von 1874 bis 1877 wechselte er 1878 an das Vitzthum-Gymnasium Dresden, das er 1880 mit dem Abitur verließ. Da er als untauglich galt, musste er keinen Militärdienst leisten. 1880/81 besuchte er die Universität Jena, wo er Medizin und Naturwissenschaften studierte. Anschließend wechselte er an die Universität München und studierte dort Geschichte.  Außerdem besuchte er Vorlesungen zur Kunstgeschichte bei Adolf Furtwängler.
Graef setzte sein Studium in Berlin fort und gehörte zum engeren Kreis der Studierenden um Wilhelm Dilthey. Später sagte er, dass Dilthey sein wichtigster Lehrer gewesen sei. Außerdem hörte er bei Dietrich Schäfer und Klassische Philologie bei Ulrich von Wilamowitz-Möllendorf. Im Februar 1887 legte er die Staatsprüfung für das Höhere Lehramt ab. Ebenfalls 1887 promovierte er bei Dietrich Schäfer über „Die Gründung von Alessandria in Oberitalien“.
Seit 1885 unterrichtete Graef auf Empfehlung von Dilthey als Hauslehrer auf einem Gut in Klein Öls. Hier wohnte der Philosoph Paul Graf Yorck von Wartenburg. Da nur wenig freie Lehrstellen vorhanden waren, zog Graef nach der Promotion für ein Jahr nach Stuttgart zu einer Familie, die mit von Yorck verwandt war. Dort lernte er die Künstler Leopold Graf von Kalckreuth, Alexander Eckener, Adolf Donndorf und weitere Kunstschaffende kennen. Während dieser Zeit entstand eine lebenslange Freundschaft mit Hans Peter Feddersen.
Ende Oktober 1888 begann Graef sein Referendariat an seiner früheren Schule in Dresden. Er absolvierte eine Ausbildung in Deutsch, Geschichte, Erdkunde, Französisch, Latein und Turnen. Danach arbeitete er an einer Oberrealschule in Bonn als wissenschaftlicher Hilfslehrer. Graef gehörte dem Akademischen Turnbund an und besuchte, vom Unterricht freigestellt, einen halbjährigen Kurs für Turnlehrer in Berlin. Da er keinen Gefallen an der Arbeit in Bochum fand, übernahm er 1893 eine Lehrstelle an einer Realschule in Flensburg, an der bereits sein jüngerer Bruder eine Lehrstelle hatte.

## Wirken als Pädagoge in Flensburg
Graef wechselte die Stelle sicherlich aufgrund der Verbundenheit seiner Familie mit Schleswig-Holstein. So hatten zwei Brüder seines Vaters bei der Schleswig-Holsteinischen Erhebung gekämpft. Er selbst wollte im Grenzgebiet Deutschlands und Dänemarks über die reine Lehrtätigkeit hinaus wirken.
Graef blieb bis zu seiner Pensionierung 1925 Lehrer an der Flensburger Realschule. Er lehrte zumeist Deutsch, Geschichte und Turnen. Er galt als sehr engagierte Lehrkraft mit außergewöhnlich umfangreichen Kenntnissen. Als Pädagoge verstand er, seinen Schülern glaubhaft die Werte des deutschen Idealismus nahezubringen, aus dessen Tradition er kam. Dem Beispiel seines Lehrers Dilthey folgend, ließ er ein Haus im Jugendstil bauen, in dem sich aktive und ehemalige Schüler trafen.
Graef entwickelte sich schnell zu einer zentralen Person des kulturellen Lebens in Flensburg. In der Stadt organisierte er 1905 die erste Schillerfeier. Er leitete den Deutschen Sprachverein und den „Verein der Geschichtslehrer“. Er initiierte die Schleswig-Holsteinische Universitätsgesellschaft mit, die 1918 entstand. Von 1921 bis 1933 leitete er die Ortsgruppe Flensburg der Gesellschaft. Kurz nach seinem Umzug nach Flensburg trat er in den dortigen Männerturnverein ein und übernahm von 1895 bis 1912 dessen Vorsitz.
Wo möglich, lehrte Graef im Geschichtsunterricht über die Historie Schleswig-Holsteins. Normalerweise stand seinerzeit im Unterricht die Geschichte Brandenburgs und Preußens im Mittelpunkt. 1927 veröffentlichte er zwei Quellhefte zur Geschichte Schleswig-Holsteins, die für den Unterricht genutzt werden konnten.

## Wirken als Archivar
Im Jahr der Pensionierung übernahm Graef im Auftrag der Stadt die Pflege des Stadtarchivs, dessen Bestände sich bis dahin im Schulamt befanden. Graef ermöglichte der Allgemeinheit Zugang zum sogenannten „Alten Archiv“, das bis 1864 zurückreichte, zu archivierten Handschriften und den sogenannten Flensburgensien bis 1864. Darüber hinaus legte er erstmals Findbücher und Findbehelfer an und wertete Archivalien für Arbeiten zur Geschichte der Stadt aus. Gemeinsam mit Fritz Fuglsang, dem Direktor des Museums für Kunstgewerbe, gründete er 1928 die Gesellschaft für Flensburger Stadtgeschichte und schrieb deren ersten Beitrag über die „Geschichte des Stadtarchivs“.
Graef erarbeitete binnen Kürze die historischen Beständen des Archives und geschichtliche Sammlungen das Flensburger Stadtarchivs. Gemeinsam mit dem neu gegründeten Verein für die Geschichte der Stadt Flensburg vermittelte er so den Bürgern zunehmend Kenntnisse über die Historie der Stadt. Die Institutionen fanden auch überregionale Anerkennung. Gemeinsam mit dem Kieler Stadtarchiv pflegte er außerdem ehrenamtlich das Archiv in Angeln.
Während der Zeit als Archivar schrieb Graef mehrere Aufsätze zur Grenzpolitik und Geschichte. 1926 veröffentlichte er die „Geschichte der Heiligen Geistkirche und der dänischen Gemeinde in Flensburg“. Sein letztes Werk über Juden in Flensburg erschien nach seinem Tod 1941. Diese Arbeit unterschied sich deutlich positiv von anderen Arbeiten zu diesem Themengebiet, die seinerzeit erschienen. Deutsche und dänische Fachleute beurteilten die Werke als qualitativ anerkennenswert.
Graef, der 1905 zum Professoren ernannt worden war, starb überraschend während einer Wanderung in Ostpreußen. Er wurde auf dem Mühlenfriedhof in Flensburg beigesetzt.

## Familie
Graef heiratete am 28. Dezember 1904 in Osnabrück Elisabeth Adelheid Anastasia Rump (* 21. März 1855 in Fürstenau). Ihr Vater August Rump (1841–1920) arbeitete in Osnabrück als Apotheker und war verheiratet mit Marie Wilhelmine, geborene Seippel (1851–1916), die aus Schnathorst stammte. Das Ehepaar Graef hatte zwei Töchter und zwei Söhne.

## Ehrungen
- 1975 wurde der Fritz-Graef-Weg in Flensburg nach ihm benannt.[6]

## Veröffentlichungen (Auswahl)
- Düppel. In: Die Heimat. Bd. 24 (1914), Heft 4, April 1914, S. 90–100 (Digitalisat).
- Alsen. In: Die Heimat. Bd. 24 (1914), Heft 7, Juli 1914, S. 173–179 (Digitalisat).
- 1864. Schleswig-Holstein und das Ausland. In: Zeitschrift der Gesellschaft für schleswig-holsteinische Geschichte. Bd. 45 (1915), S. 310–328 (Digitalisat).
- Olaus Henrich Mollers Stammbuch. In: Direktion des Kunstgewerbemuseums der Stadt Flensburg (Hrsg.): Festschrift aus Anlaß des 25jährigen Eröffnungstages des Museumsgebäudes am 19. August 1928. Verlag des Kunstgewerbemuseums der Stadt Flensburg, Flensburg 1928, S. 281–299.
- Bestand und Zusammensetzung der Flensburger Bevölkerung um 1436. In: Die Heimat. Monatsschrift des Vereins zur Pflege der Natur- und Landeskunde in Nordelbingen. Bd. 45 (1935), Heft 10, Oktober 1935, S. 329–337 (Digitalisat).